# 艾略特波浪理论
波浪理论是证券技术分析的主要理论之一，由美國經濟學家艾略特（Ralph Nelson Elliott）提出。一些交易员用以分析金融市场周期，预测市场趋势。拉尔夫·纳尔逊·艾略特（1871-1948），专业会计师，于1930年提出分析方法，认为市场价格的走势具有特定的形态。1938年，艾略特发表《波浪理论》，正式提出此理论，并在1946年，他最后的主要著作《自然法则：宇宙的秘密》中进行了最为详细的阐述。艾略特写道“人受制于规律过程，关于人的活动的计算能被投射到未来的某个阶段，这一点我确信无疑”。波浪理论的实证有效性仍然充满争议。

## 理论诞生背景
因月球引力而造成的潮汐起伏可算最为自然之物，其中必然蕴含了很多丰富的自然和社会组织的道理。艾略特在书中指出，这是他对证券行情走势“波浪理论”分析方法的思考源头。
波浪理论三要素：形态、比例、时间。
波浪理论三铁律：
1. 浪2不可能完全回撤浪1
2. 浪3不可能是驱动浪中最短一浪
3. 浪4的低点不能与浪1顶点重叠（在具有杠杆率市场允许短暂重叠）

## 波浪理论的结构

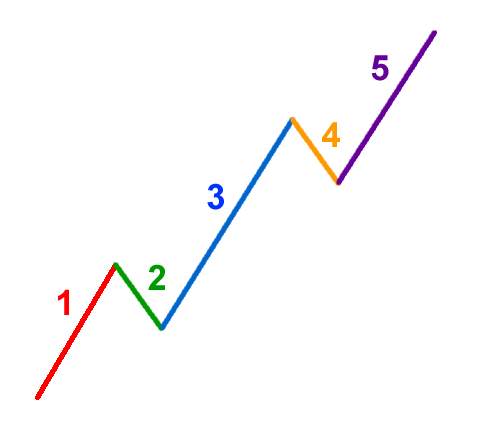
驱动浪的5种形态

一个完整的浪型是由驱动浪与调整浪构成，驱动浪一般情况是由5个子浪构成，调整浪一般由3个子浪构成。

### 波浪1
股票首次出现上涨。 通常的情况是因为一小波人认为该支股票的价格很便宜，适合买入，并确实在很短的时间内买了一部分该股票，进而导致了价格上涨。

### 波浪2
原来已经持有该支股票的一部分人认为股票价格过高，获利了结，进而导致了股票价格的下跌。但该支股票并没有触及到波浪1的最低点。

### 波浪3
这通常是最强也是最长的一波。该支股票吸引了公众的目光，更多的人发现该支股票具有潜力，并开始买入，这导致了股票价格的持续攀升。这一波的高点突破了波浪1的最高点。

### 波浪4
一部分人认为股票价格过高，开始获利了结。这一波通常不会太强，因为还有更多的人看好该支股票的涨势。

### 波浪5
波浪5通常是市场上绝大多数人关注该支股票的时刻，而且通常较不理性。人们可能会看到该公司的CEO登上各种主要杂志的封面，成为年度人物。人们开始以各种奇怪的理由买入该支股票，并对他人的劝解充耳不闻，进而使得股票价格被严重高估。

### 波浪A
A浪是下跌的开始，但投资者大多认为上升行情尚未逆转，仅为一个暂时的回档现象。实际上，A浪的下跌在第5浪中通常已有警告讯号，如成交量与价格走势背离或技术指标背离，但由于此时市场仍较为乐观，A浪有时出现平台调整。

### 波浪B
B浪是对A浪的反弹，但是成交量不大。一般而言是多头的逃命线，但由于大多数投资者误以为是另一波段的涨势，因而B浪常形成“多头陷阱”,投资者在此惨遭套牢。B浪在技术上很少是强劲的，在B浪中活跃的股票数量有限，但绩优股却十分抗跌。

### 波浪C
C浪是一段破坏力较强的下跌浪，跌势较为强劲，跌幅大，持续的时间较久，而且出现全面性下跌。 

## 理论争议
该理论是股票技术分析方法中争议较大的一种。由于允许数层子波形的出现，因此对于同一波行情，通常会有几种数浪方法的争论。
有观点认为，波浪理论通常是在行情发生后反观浪的形状，方能看清所经历的究竟是何种类型的行情，但在事先判断的方面略显不足。
对该理论的争议之处诞生了不少衍生出来的技术分析新方法。

## 杂谈
有一种笑谈是当年艾略特炒股炒赔、心绪不定，走至海边看到浪打悬崖，颇有另类想法，然而在思忖之际却从奔涌的海浪中悟出了股价起伏的规律。